# Mauerstraße (Düsseldorf)
Die Mauerstraße in den Düsseldorfer Stadtteilen Pempelfort und Golzheim ist eine Straße in einem beliebten Wohngebiet, dessen geschlossene Blockrandbebauung auf einem rechtwinkligen Straßenraster durch mehrgeschossige Mehrfamilienhäuser aus der ersten Hälfte des 20. Jahrhunderts geprägt wird. Die Mauerstraße verbindet die Rolandstraße im Norden mit der Nordstraße im Süden. Ihr nördliches Ende fluchtet auf die Rolandschule. Am Nordende der Mauerstraße lag auch das frühere Hauptstaatsarchiv Düsseldorf, in dem von 2014 bis 2021 Bestände des Historischen Archivs der Stadt Köln zwischengelagert wurden. An der Ecke Zieten-/Mauerstraße öffnet sich die Straße zu einem kleinen, nach Paul Spiegel benannten Platz, an dem sich die Neue Synagoge befindet. An der Ecke Bankstraße/Mauerstraße erstreckt sich auf dem Gelände des Landesbetriebs Information und Technik eine halböffentliche, platanenbestandene Parkanlage samt einem Zierbrunnen mit Pflanzen- und Tiermotiven auf fünf, dem Brunnen seinen Namen gebenden Bronzebögen, 1981 entworfen von dem Bildhauer Elmar Hillebrand. Auf Höhe der Mittelachse der Klever Straße führt die Mauerstraße über die Grenze zwischen den Stadtteilen Pempelfort und Golzheim. Südlich der Klever Straße grenzt an die Mauerstraße der Kolpingplatz, eine mit einer Tiefgarage unterkellerte Spielplatz- und Grünanlage, an deren Rändern mittwochs und samstags der Rheinische Bauernmarkt, ein Markt mit Lebensmitteln und Blumen aus der Region, abgehalten wird.

## Benennung und Geschichte

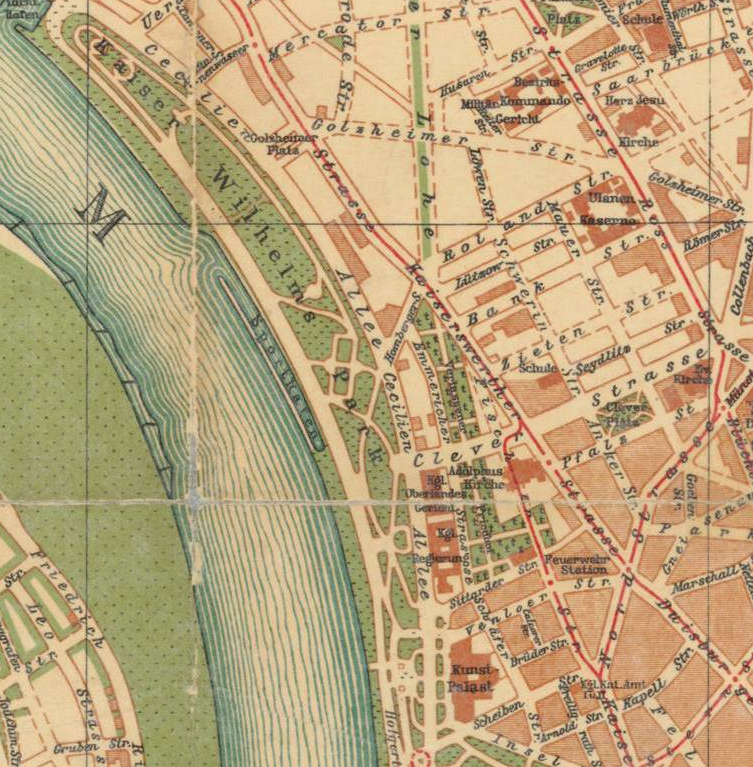
Darstellung der Mauerstraße in einem Stadtplan von 1909 (Mitte der rechten Planhälfte)

Zusammen mit der benachbarten Löwen- und Ankerstraße (heute Schwerinstraße) verweist der Name Mauerstraße auf eine Variante des Düsseldorfer Stadtwappens aus dem 19. Jahrhundert, welche über dem Bergischen Löwen mit dem Anker noch eine Mauerkrone zeigte. In der Wappenkunde steht die Mauerkrone als Zeichen für das freie, städtische Bürgertum. Die Straße wurde am 31. Oktober 1876 eingeweiht und 1891 erweitert. Zwischen dem nördlichen Ende der Mauerstraße und der Roßstraße lag lange Zeit die Ulanen-Kaserne des Westfälischen Ulanen-Regiment Nr. 5. Mitte der 1920er Jahre wurden auf der Mauerstraße zahlreiche städtische Wohnungen errichtet. In der Zeit des Nationalsozialismus war die Straße in Litzmannstraße umbenannt, um des Generals und NSDAP-Mitglieds Karl Litzmann zu gedenken. In der Mauerstraße 22 lag die traditionelle Kneipe Im Laternchen. Hier drehte Hape Kerkeling das Video zu seinem Horst-Schlämmer-Song Gisela.